# Slumsy w Beverly Hills
Slumsy w Beverly Hills (ang. Slums of Beverly Hills) – amerykański komediodramat z 1998 roku w reżyserii Tamary Jenkins.

## Opis fabuły
Nastoletnia Vivian (Natasha Lyonne) mieszka z ojcem i braćmi, Benem (David Krumholtz) i Rickeyem (Eli Marienthal). Aby dzieci mogły chodzić do dobrej szkoły, rodzina wynajmuje obskurne mieszkanie na obrzeżach Beverly Hills. Utrzymują się głównie dzięki pomocy stryja Mickeya. Jego córka Rita (Marisa Tomei) po leczeniu w klinice odwykowej zamieszkuje z krewnymi. Szybko staje się ona autorytetem dla Vivian.

## Obsada
- Natasha Lyonne jako Vivian Abromowitz
- Alan Arkin jako Murray Samuel Abromowitz
- Marisa Tomei jako Rita Abromowitz
- Kevin Corrigan jako Eliot Arenson
- David Krumholtz jako Ben Abromowitz
- Eli Marienthal jako Rickey Abromowitz
- Jessica Walter jako Doris Zimmerman
- Mena Suvari jako Rachel Hoffman